# Юн Сон До
Юн Сон-до (кор. 윤선도, 尹善道, 22 червня 1587 — 11 червня 1672) — корейський поет, державний діяч та конфуціанець. Літературні імена — Косан («Одинока гора») та Хьоон («Старець моря»).